# Еврокомисари от България
С присъединяването си към Европейския съюз от 1 януари 2007 г. България получава правото да бъде представена от 1 комисар в Европейската комисия.
Първият мандат на еврокомисар от България (и Румъния) е с продължителност от 1 януари 2007 г. до 31 октомври 2009 г. Меглена Кунева е първият предложен и утвърден еврокомисар от България. Европейският парламент (ЕП) я одобрява за длъжността еврокомисар с 583 гласа „за“, 21 „против“ и 28 „въздържали се“ на 12 декември 2006 г. Тя отговаря за ресора „защита на потребителите“.
За следващия мандат (2010 – 2014) Румяна Желева не събира достатъчно одобрение и България представя нова кандидатура. Кристалина Георгиева е вторият утвърден еврокомисар от България. ЕП я одобрява за поста с 488 гласа „за“, 137 „против“ и 72 „въздържали се“на 9 февруари 2010 г. Тя отговаря за ресора „международно сътрудничество, хуманитарна помощ и реакция при кризи“.

## Европейски комисари
| Име                                | Партия в ЕП | Партия в България | Комисия                  | Ресор                                                              | Мандат    | Бележки                                                |
| ---------------------------------- | ----------- | ----------------- | ------------------------ | ------------------------------------------------------------------ | --------- | ------------------------------------------------------ |
| Меглена Щилиянова Кунева           | АЛДЕ        | НДСВ              | Комисия Барозо I         | Защита на потребителите                                            | 2007-2009 | бивш министър по европейските въпроси                  |
| Кристалина Иванова Георгиева       | ЕНП         | ГЕРБ              | Комисия Барозо II        | Международно сътрудничество, хуманитарна помощ и реакция при кризи | 2010-2014 | бивш вицепрезидент в Световната банка                  |
| Кристалина Иванова Георгиева       | ЕНП         | ГЕРБ              | Комисия Юнкер            | Бюджет и човешки ресурси                                           | 2014-2016 | заместник-председател на Комисия Юнкер                 |
| Мария Иванова Габриел              | ЕНП         | ГЕРБ              | Комисия Юнкер            | Цифрова икономика и цифрово общество                               | 2017-2019 | бивш евродепутат                                       |
| Мария Иванова Габриел              | ЕНП         | ГЕРБ              | Комисия Фон дер Лайен    | Иновации, научни изследвания, култура, образование и младеж        | 2019-2023 | подава оставка, за да стане част от Министерския съвет |
| Илиана Найденова Иванова           |             |                   | Комисия Фон дер Лайен    | Иновации, научни изследвания, култура, образование и младеж        | 2023-2024 | бивш член на Европейската сметна палата                |
| Екатерина Спасова Гечева-Захариева | ЕНП         | ГЕРБ              | Комисия Фон дер Лайен II | Стартъпи, изследвания и иновации                                   | 2024-     | бивш министър на външните работи                       |